# Langue des signes équatorienne
La langue des signes équatorienne (en espagnol : Lengua de señas de Ecuador, LSEc), est la langue des signes utilisée par les personnes sourdes et leurs proches en Équateur.

## Caractéristiques
Wittmann classe la LSEc comme un isolat (« protoype »).
Environ 50 % des signes de la LSEc actuelle sont originaires du pays, 30 % montrent des influences ou ont été empruntés à la langue des signes américaine (ASL) et 20 % sont liés à la langue des signes espagnole (LSE). La majorité des sourds équatoriens voient la LSEc comme unique et distincte de toutes les autres langues des signes.
Il existe deux dialectes : la LSEc côtière et la LSEc de la sierra. La variété côtière semble être plus influencée par les signes utilisés à Guayaquil, tandis que la variété de la sierra est plus influencée par les signes utilisés à Quito.
Il y a aussi des différences liées à l'âge : les générations plus âgées utilisent plus les signes locaux tandis que les plus jeunes utilisent un mélange de signes locaux, américains et espagnols. Malgré tout, tous les Équatoriens sourds semblent être en mesure de se comprendre les uns les autres.

## Utilisation
La LSEc est la langue préférée de la communauté sourde, mais l'alphabétisation en espagnol facilite l'accès à la société en général et à l'emploi.
Un dictionnaire de LSEc est édité par la fédération nationale des sourds de l'Équateur (Federación Nacional de Sordos de Ecuador). Plusieurs écoles pour sourds ont développé leurs propres matériels pédagogiques de LSEc.